# Giuseppe Ungaretti
Giuseppe Ungaretti (Alessandria d'Egitto, 8 febbraio 1888 – Milano, 1º giugno 1970) è stato un poeta, scrittore, traduttore e giornalista italiano.
È stato uno dei principali poeti della letteratura italiana del XX secolo. La sua poesia, inizialmente influenzata dal simbolismo francese, fu caratterizzata nei primi tempi da componimenti brevissimi, costituiti da poche parole essenziali e da analogie a volte ardite, compresi principalmente nella raccolta L'Allegria (1919); passò poi a lavori più complessi e articolati dal contenuto concettualmente difficile. Una terza fase della sua evoluzione poetica, segnata dal dolore per la perdita prematura del figlio, ha compreso opere meditative dall'intensa riflessione sul destino umano. Negli ultimi anni le sue poesie furono specchio della saggezza, ma anche del distacco e della tristezza dell'età avanzata. È stato inoltre considerato da alcuni critici come anticipatore dell'ermetismo.
(Giuseppe Ungaretti)

## Biografia

### Gli anni giovanili
Giuseppe Ungaretti nacque ad Alessandria d'Egitto, nel quartiere periferico Moharrem Bek, l'8 febbraio del 1888 da genitori italiani originari della provincia di Lucca. Il padre Antonio (1842-1890) era un operaio impiegato allo scavo del canale di Suez, che morì due anni dopo la nascita del futuro poeta a causa di un'idropisia, malattia contratta negli anni di estenuante lavoro. La madre, Maria Lunardini (1850-1926), mandò avanti la gestione di un forno di proprietà, con il quale riuscì a garantire gli studi al figlio, che si poté così iscrivere presso una delle più prestigiose scuole di Alessandria d'Egitto, la svizzera École artistique Jacot. Alla figura materna dedicherà la poesia La madre, scritta nel 1930, a quattro anni dalla morte della donna.
L'amore per la poesia sorse in lui durante questo periodo scolastico, intensificandosi grazie alle amicizie che egli strinse nella città egiziana, così ricca di antiche tradizioni come di nuovi stimoli, derivanti dalla presenza di persone provenienti da tanti paesi del mondo; Ungaretti stesso ebbe una balia originaria del Sudan, una domestica croata e una bambinaia argentina.
In questi anni, attraverso la rivista Mercure de France, il giovane si avvicinò alla letteratura francese e, grazie all'abbonamento a La Voce, anche a quella italiana. Inizia così a leggere, tra gli altri, le opere di Arthur Rimbaud, Stéphane Mallarmé, Giacomo Leopardi, Friedrich Nietzsche e Charles Baudelaire, quest'ultimo grazie all'amico Moammed Sceab.
Ebbe anche uno scambio epistolare con Giuseppe Prezzolini. Nel 1906 conobbe Enrico Pea, da poco tempo emigrato in Egitto, con il quale condivise l'esperienza della "Baracca Rossa", un deposito di marmi e legname dipinto di rosso, sede d'incontri per socialisti e anarchici.
Iniziò a lavorare come corrispondente commerciale, attività che svolse per qualche tempo, ma realizzò alcuni investimenti sbagliati; si trasferì poi a Parigi per intraprendere gli studi universitari.

### Il soggiorno in Francia
Nel 1912, dopo un breve periodo trascorso a Il Cairo, lasciò dunque l'Egitto e si recò in Francia. Nel tragitto vide per la prima volta l'Italia e il suo paesaggio montano. A Parigi, frequentò per due anni le lezioni tenute dal filosofo Henri Bergson, dal filologo Joseph Bédier e da Fortunat Strowski, presso la Sorbona (presentando una tesina su Maurice de Guérin con Strowski) e il Collège de France.
Entrato in contatto con un ambiente artistico internazionale, conobbe Guillaume Apollinaire, con il quale strinse una solida amicizia, Giovanni Papini, Ardengo Soffici, Aldo Palazzeschi, Pablo Picasso, Giorgio de Chirico, Amedeo Modigliani e Georges Braque. Invitato da Papini, Soffici e Palazzeschi, iniziò ben presto a collaborare alla rivista Lacerba, pubblicando tra il febbraio e il maggio del 1915 poesie d'ispirazione futurista (alcune sue liriche richiamano direttamente i versi di Palazzeschi).
Nel 1913 morì l'amico d'infanzia Moammed Sceab, suicida nella stanza dell'albergo di rue des Carmes, che condivideva con Ungaretti. Nel 1916, all'interno della raccolta di versi Il porto sepolto, verrà pubblicata la poesia a lui dedicata, In memoria. La figura dell'amico morto suicida a Parigi è presente anche in altri testi, quali ad esempio: Roman cinéma (in francese) e Chiaroscuro. Ungaretti ne parla più volte anche nella corrispondenza epistolare.
In Francia, Ungaretti filtrò le precedenti esperienze, perfezionando le conoscenze letterarie e lo stile poetico. Dopo qualche pubblicazione su Lacerba (16 componimenti), avvenute grazie al sostegno di Papini, Soffici e Palazzeschi, decise di partire volontario per la Grande Guerra.

### La prima guerra mondiale
Quando nel 1914 scoppiò la prima guerra mondiale Ungaretti partecipò attivamente alla campagna interventista, arruolandosi in seguito nel 19º Reggimento di fanteria della Brigata "Brescia", quando, il 24 maggio del 1915, l'Italia entrò in guerra. 

A seguito delle battaglie sul Carso cominciò a tenere un taccuino di poesie, che furono poi raccolte dall'amico Ettore Serra (un giovane ufficiale) e stampate, in ottanta copie, presso lo Stabilimento Tipografico Friulano di Udine nel 1916, con il titolo Il porto sepolto.
Collaborava a quel tempo anche al giornale di trincea Sempre Avanti. Trascorse un breve periodo a Napoli, nel 1916 (testimoniato da alcune sue poesie, per esempio Natale: "Non ho voglia / di tuffarmi / in un gomitolo di strade..."). Il 26 gennaio del 1917, a Santa Maria la Longa, vicino a Udine, scrisse la nota poesia Mattina.
Nella primavera del 1918 il reggimento al quale apparteneva Ungaretti si recò a combattere in Francia, nella Champagne, con il II Corpo d'armata italiano del generale Alberico Albricci. Nel luglio 1918 scrisse Soldati, composta nel bosco di Courton. Al suo rientro a Parigi, il 9 novembre del 1918, nel suo attico parigino, trovò l'amico Guillaume Apollinaire a letto, probabilmente già morto, stroncato dalla febbre spagnola.

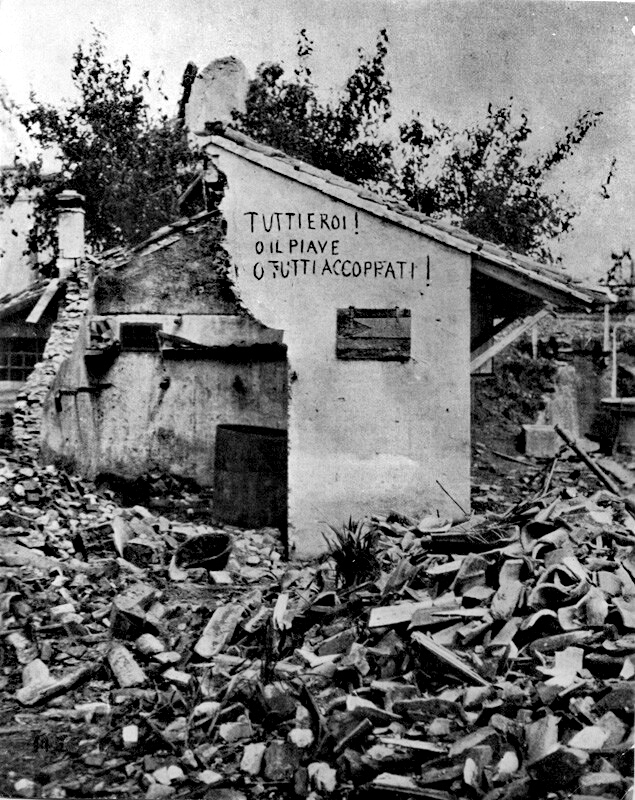
La raccolta poetica Allegria di naufragi è dedicata alla guerra (foto di Luigi Marzocchi)

### Tra le due guerre
Dopo la guerra Ungaretti restò nella capitale francese, dapprima come corrispondente del giornale Il Popolo d'Italia, diretto da Benito Mussolini, e in seguito come impiegato all'ufficio stampa dell'ambasciata italiana. Nel 1919 venne stampata, a Parigi, la raccolta di versi in francese La guerre - Une poésie, che sarà poi inclusa nella sua seconda raccolta di versi Allegria di naufragi, pubblicata a Firenze nello stesso anno.
Nel 1920 conobbe e sposò Jeanne Dupoix, dalla quale avrà tre figli: Jean-Claude, nato e morto nell'estate del 1921, Anna Maria (o Anna-Maria, come soleva firmare, con il trattino alla francese) detta Ninon (Roma, 17 febbraio 1925 - Roma, 26 marzo 2015), e Antonio Benito, detto Antonietto (Marino, 19 febbraio 1930 - San Paolo del Brasile 1939).

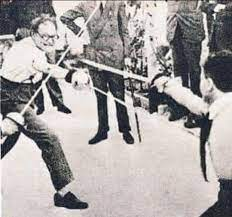
Duello all'arma bianca tra Giuseppe Ungaretti e Massimo Bontempelli (1926)

Nel 1921 si trasferì con la famiglia a Marino, in provincia di Roma, e collaborò all'ufficio stampa del Ministero degli esteri. Gli anni venti segnarono un cambiamento nella vita privata e culturale del poeta. Aderì al fascismo, firmando il Manifesto degli intellettuali fascisti nel 1925.
In quegli anni, svolse un'intensa attività letteraria su quotidiani e riviste francesi (Commerce e Mesures) e italiane (su La Gazzetta del Popolo), e realizzò diversi viaggi, in Italia e all'estero, per varie conferenze, ottenendo nel frattempo diversi riconoscimenti di carattere ufficiale, come il Premio del Gondoliere. Furono questi anche gli anni della maturazione dell'opera Sentimento del Tempo; le prime pubblicazioni di alcune liriche dell'opera avvennero su L'Italia letteraria e Commerce. 
Nel 1923 venne ristampato Il porto sepolto, presso La Spezia, con una prefazione di Benito Mussolini, che aveva conosciuto nel 1915, durante la campagna dei socialisti interventisti.
Nel 1925, come accennato, fu tra i firmatari del Manifesto degli intellettuali fascisti, redatto da Giovanni Gentile e pubblicato sui principali quotidiani dell'epoca, in cui si esaltava il fascismo come un movimento rivoluzionario e proiettato al progresso. L'8 agosto del 1926, nella villa di Luigi Pirandello, nei pressi di Sant'Agnese, sfidò a duello Massimo Bontempelli a causa di una polemica nata sul quotidiano romano Il Tevere: Ungaretti fu leggermente ferito al braccio destro e il duello finì con una riconciliazione.
Sempre nell'estate del 1926 si trasferì a Marino (dove scrisse la poesia Stelle), ufficializzò all'anagrafe la sua nuova residenza il 21 luglio 1927, prima in un appartamento sito al numero civico 68 di corso Vittoria Colonna, poi, dall'8 settembre 1931, in un villino di viale Mazzini con numero civico 7, detto il "Ghibellino", dove soggiornò fino al 27 settembre 1934 con la moglie Jeanne Dupoix e la figlia Anna Maria.
Nel 1928, invece, maturò la sua conversione religiosa al cattolicesimo, come testimoniato anche nell'opera Sentimento del Tempo.
A partire dal 1931 il poeta ebbe l'incarico di inviato speciale per La Gazzetta del Popolo e si recò, pertanto, in Egitto, in Corsica, nei Paesi Bassi e nell'Italia meridionale, raccogliendo il frutto di quest'esperienze vissute nella raccolta Il povero nella città (che sarà pubblicato nel 1949), e nella sua rielaborazione Il deserto e dopo, che vedrà la luce solamente nel 1961. Nel 1933 il poeta aveva raggiunto il massimo della sua fama.
Nel 1936, durante un viaggio in Argentina su invito del Pen Club, gli venne offerta la cattedra di Letteratura italiana presso l'Università di San Paolo del Brasile, che Ungaretti accettò; trasferitosi quindi con tutta la famiglia in Brasile, vi rimarrà fino al 1942. A San Paolo, morirà il figlio Antonietto, nel 1939, all'età di nove anni, per un'appendicite mal curata, lasciando il poeta in uno stato di acuto dolore e di intensa prostrazione interiore, evidente in molte delle sue poesie successive, raccolte in Il Dolore, del 1947, e in Un Grido e Paesaggi, del 1952.

### La seconda guerra mondiale e il dopoguerra

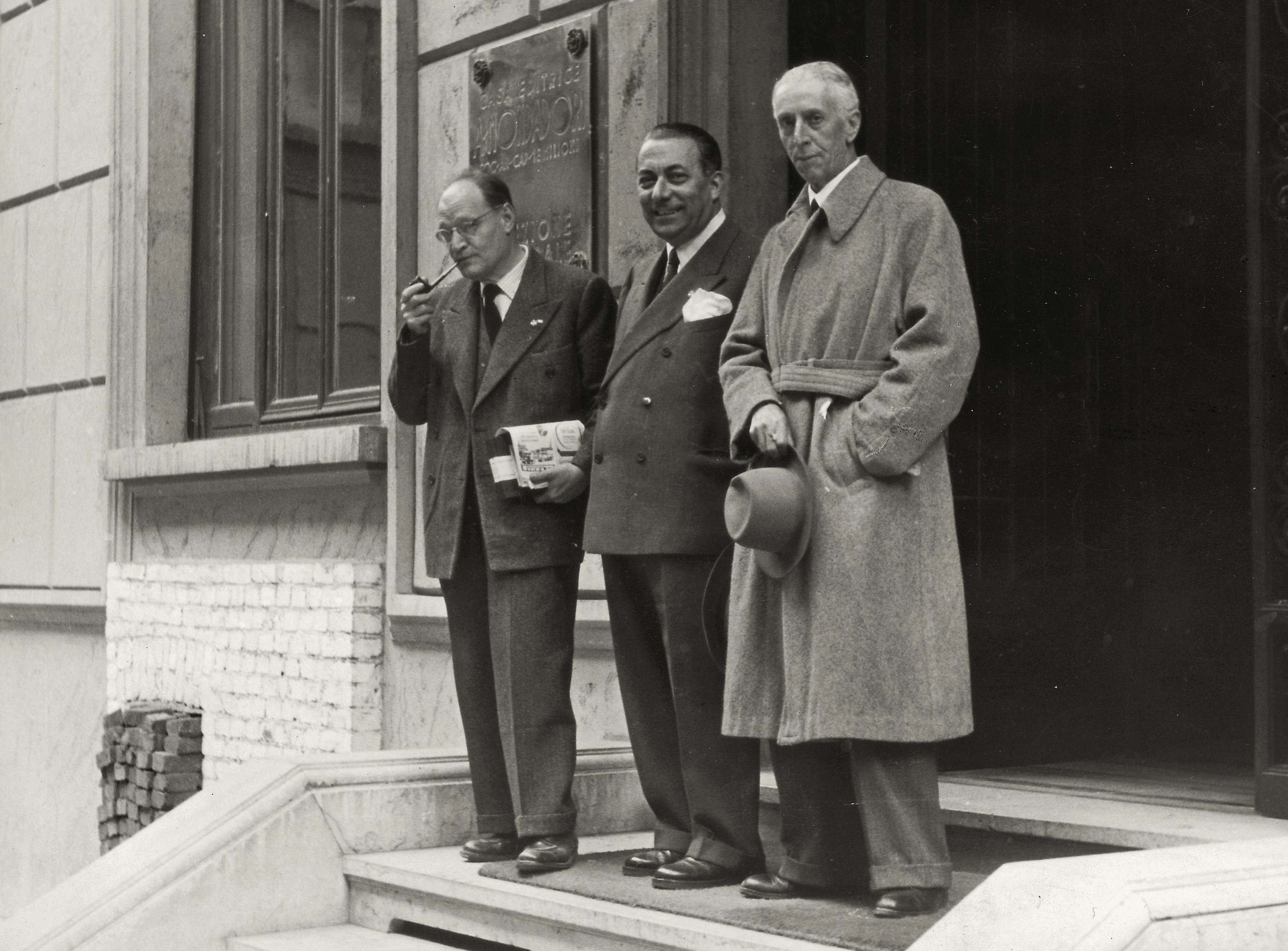
Giuseppe Ungaretti (a sinistra) con l'editore Arnoldo Mondadori (al centro) e lo scrittore Tommaso Antongini, all'ingresso della sede Mondadori di Milano, anni '40 del XX sec.

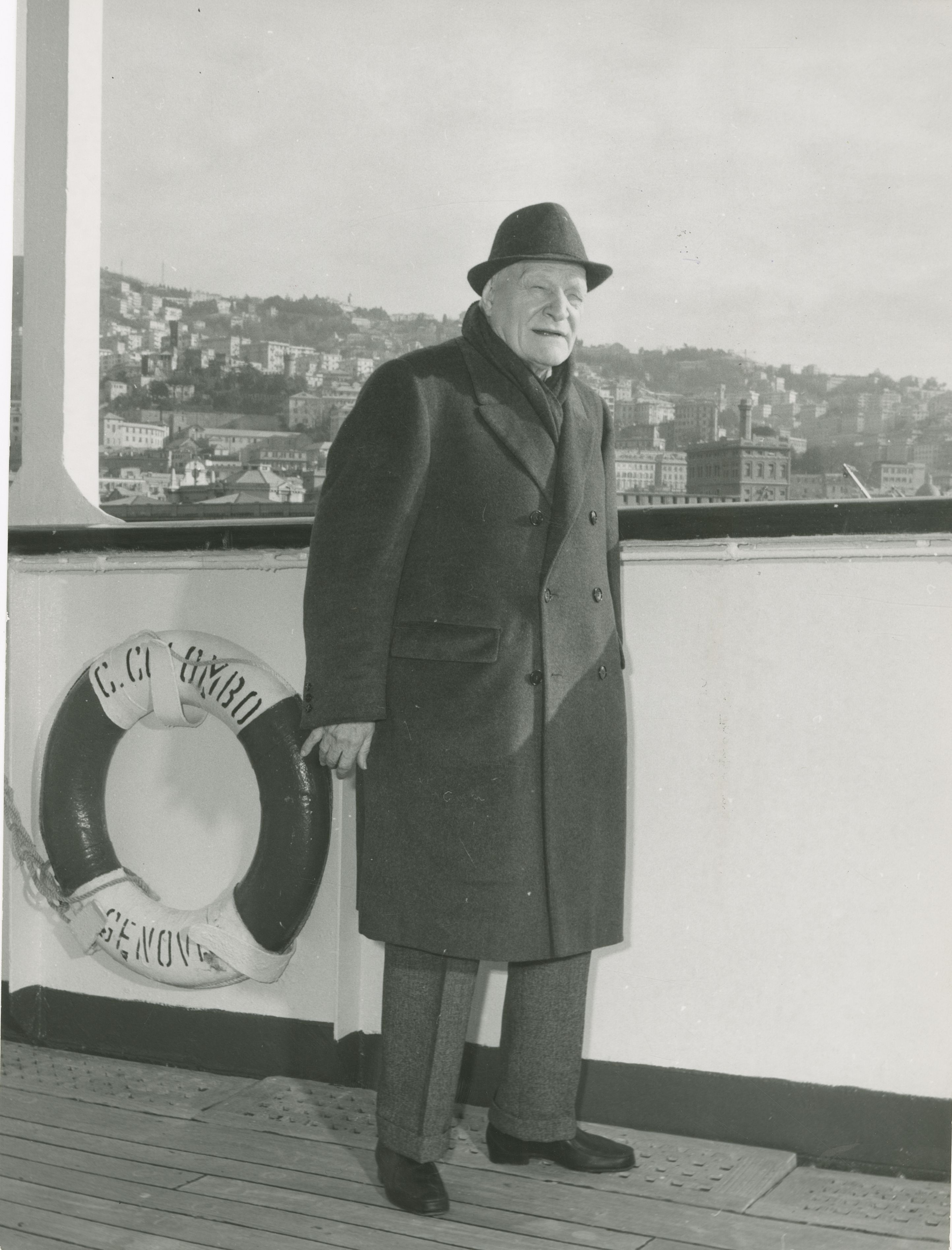
Ritratto del poeta a bordo della nave Cristoforo Colombo nel 1964

Nel 1942 Ungaretti ritornò in Italia e venne nominato Accademico d'Italia e, "per chiara fama", professore di Letteratura moderna e contemporanea presso l'Università "La Sapienza" di Roma. Nel marzo 1943, Ungaretti tenne una lezione all'Università di Zagabria su "Leopardi iniziatore della lirica moderna", nell'ambito delle più grandi politiche mussoliniane di penetrazione culturale dell'Italia in Croazia. 
Nonostante i suoi meriti letterari e accademici, il poeta sarebbe stato vittima dell'epurazione seguita alla caduta del regime fascista: esattamente dal luglio del 1944, anno in cui il Ministro dell'Istruzione Guido De Ruggiero firmò il decreto di sospensione di Ungaretti dall'insegnamento, fino al febbraio 1947, quando il nuovo Ministro dell'Istruzione Guido Gonella reintegrò definitivamente il poeta come docente. A testimonianza del suo strenuo impegno per essere reintegrato, c'è una lettera, datata 17 luglio 1946, inviata all'allora presidente del Consiglio Alcide De Gasperi, in cui Ungaretti difendeva la propria causa, elencando i suoi numerosi meriti conseguiti in Italia e all'estero. Il poeta avrebbe poi mantenuto il suo ruolo di docente universitario fino al 1958 e in seguito, come "fuori ruolo", fino al 1965. 
Attorno alla sua cattedra si formarono alcuni degli intellettuali che si sarebbero in seguito distinti per importanti attività culturali e accademiche, come Leone Piccioni, Luigi Silori, Mario Petrucciani, Raffaello Brignetti, Ornella Sobrero, Franco Costabile, ed Elio Filippo Accrocca.
A partire dal 1942 la casa editrice Mondadori iniziò la pubblicazione dell'opera omnia di Ungaretti, intitolata Vita d'un uomo. Nel secondo dopoguerra, Ungaretti pubblicò nuove raccolte poetiche, dedicandosi con entusiasmo a quei viaggi che gli davano modo di diffondere il suo messaggio e ottenendo significativi premi, come il premio Montefeltro nel 1960 e il premio Etna-Taormina nel 1966. Pubblicò un'apprezzata traduzione della Fedra di Jean Racine e nel 1954 sfiorò il premio Nobel per la letteratura. Ungaretti rimase molto amareggiato dalla mancata assegnazione del premio.

### Gli ultimi anni
Nei suoi ultimi anni Giuseppe Ungaretti intrecciò una relazione sentimentale con l'italo-brasiliana Bruna Bianco (più giovane di lui di cinquantadue anni), conosciuta casualmente in un hotel di San Paolo del Brasile, dove si trovava per una conferenza. Della loro appassionata storia d'amore restano, come testimonianza, quattrocento lettere. Nel 1968 Ungaretti ottenne particolare successo grazie alla televisione: prima della messa in onda dello sceneggiato televisivo l'Odissea di Franco Rossi, il poeta leggeva alcuni brani tratti dal poema omerico, suggestionando il pubblico grazie alla sua espressività di declamatore. Sempre nel 1968, per i suoi ottant'anni, Ungaretti venne festeggiato in Campidoglio, in presenza del presidente del Consiglio Aldo Moro; a rendergli onore i poeti Montale e Quasimodo.

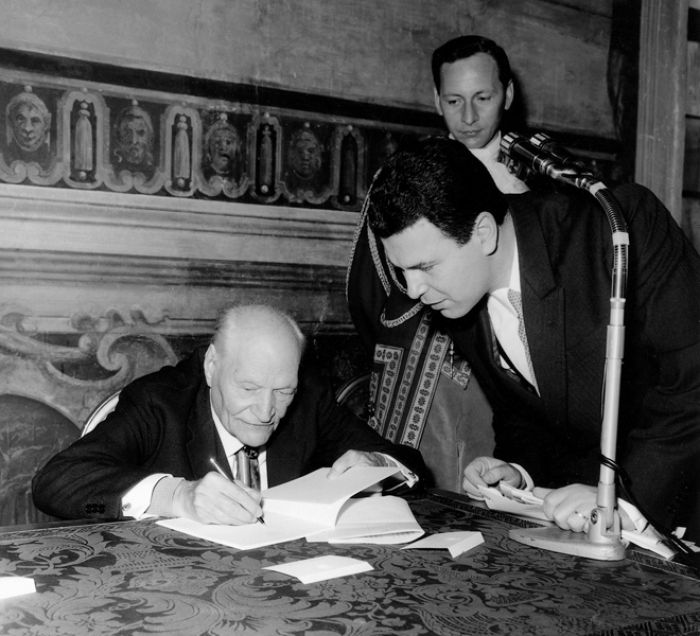
Giuseppe Ungaretti nel 1968

Nel 1969 la Mondadori inaugurò la collana dei Meridiani pubblicando l'opera omnia ungarettiana. Nello stesso anno il poeta fondò l'associazione Rome et son histoire. Nel novembre 1969 è uscito l'album discografico La vita, amico, è l'arte dell'incontro di Giuseppe Ungaretti, Sergio Endrigo e Vinícius de Moraes. Nella notte tra il 31 dicembre del 1969 e il 1º gennaio del 1970, Ungaretti scrisse la sua ultima poesia, L'Impietrito e il Velluto, pubblicata in una cartella litografica il giorno dell'ottantaduesimo compleanno del poeta.
Nel 1970 un viaggio a New York, negli Stati Uniti, durante il quale gli fu assegnato un prestigioso premio internazionale dall'Università dell'Oklahoma, debilitò definitivamente la sua pur solida fibra. Morì a Milano, nella notte tra il 1º e il 2 giugno del 1970, all'età di 82 anni, per una broncopolmonite. Il 4 giugno si svolse il suo funerale a Roma, nella basilica di San Lorenzo fuori le mura, ma non vi partecipò alcuna rappresentanza ufficiale del Governo italiano. È sepolto nel cimitero del Verano, accanto alla moglie Jeanne e alla figlia Ninon.

## Poetica
L'Allegria è un momento chiave della storia della letteratura italiana: Ungaretti rielabora in modo molto originale il messaggio formale dei simbolisti (in particolare dei versi spezzati e senza punteggiatura dei Calligrammes di Guillaume Apollinaire), coniugandolo con l'esperienza atroce del male e della morte nella guerra. Al desiderio di fraternità nel dolore si associa la volontà di ricercare una nuova "armonia" con il cosmo che culmina nella citata poesia Mattina (1917). Questo spirito mistico-religioso si evolverà nella conversione in Sentimento del Tempo e nelle opere successive, dove l'attenzione stilistica al valore della parola (e al recupero delle radici della nostra tradizione letteraria), indica nei versi poetici l'unica possibilità dell'uomo, o una delle poche, per salvarsi dall'"universale naufragio". Nella poetica ungarettiana, per esempio nelle poesie Veglia e Non Gridate Più, l'elemento in comune alle poesie è la voglia di portare avanti lo "slancio vitale" ("Non sono mai stato tanto attaccato alla vita" - Veglia) verso la vita stessa che deriva dalla sensazione di precarietà (vedasi anche Soldati) e dalla visione della morte attraverso i corpi inermi dei compagni di battaglia. È proprio questo che permette di apprezzare la vita e quindi dare uno slancio verso il senso più profondo dell'esistenza e del Creato.
Il momento più drammatico del cammino di questa vita d'un uomo (così, come un "diario", definisce l'autore la sua opera complessiva) è sicuramente raccontato in Il Dolore: la morte in Brasile del figlioletto Antonio, che segna definitivamente il pianto dentro del poeta anche nelle raccolte successive, e che non cesserà più d'accompagnarlo. Solo delle brevi parentesi di luce gli sono consentite, come la passione per la giovanissima poetessa brasiliana Bruna Bianco, o i ricordi di infanzia in I Taccuini del Vecchio, o quando rievoca gli sguardi d'universo di Dunja, anziana tata che la madre aveva accolto nella loro casa di Alessandria:

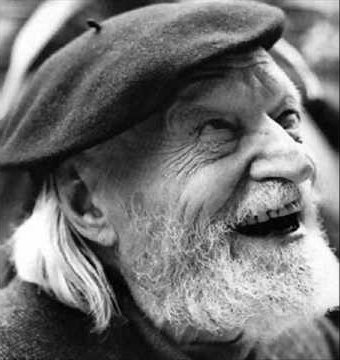
Ungaretti con il famoso baschetto

(da L'Impietrito e il Velluto, 1970)

## La fortuna di Ungaretti
La poesia di Ungaretti creò un certo disorientamento sin dalla prima apparizione del Porto Sepolto. A essa arrisero i favori sia degli intellettuali de La Voce, sia degli amici francesi, da Guillaume Apollinaire a Louis Aragon, che vi riconobbero la comune matrice simbolista. Non mancarono polemiche e vivaci ostilità da parte di molti critici tradizionali e del grande pubblico. Non la compresero, per esempio, i seguaci di Benedetto Croce, che ne condannarono il frammentismo.
A riconoscere in Ungaretti il poeta che per primo era riuscito a rinnovare formalmente e profondamente il verso della tradizione italiana, furono soprattutto i poeti dell'ermetismo, che, all'indomani della pubblicazione del Sentimento del tempo, salutarono in Ungaretti il maestro e precursore della propria scuola poetica, iniziatore della poesia «pura». Da allora la poesia ungarettiana ha conosciuto una fortuna ininterrotta. A lui, assieme a Umberto Saba e Eugenio Montale, hanno guardato, come un imprescindibile punto di partenza, molti poeti del secondo Novecento.

## Opere

### Poesie
- Il porto sepolto, Udine, Stabilimento tipografico friulano, dicembre 1916; La Spezia, Stamperia Apuana, 1923.
- Natale, Napoli, 26 dicembre 1916.
- La guerre. Une poésie, Paris, Etablissements lux, 1919. Ristampa: Nantes, Le passeur, 1999.
- Allegria di naufragi, Firenze, Vallecchi, 1919.
- L'allegria, Milano, Preda, 1931.
- Sentimento del tempo, Firenze, Vallecchi, 1933.
- Poesie disperse, Milano, A. Mondadori, 1945. [1915-1927]
- La guerra, I edizione italiana, Milano, 1947.
- Il dolore. 1937-1946, Milano, A. Mondadori, 1947.
- Derniers Jours. 1919, Milano, Garzanti, 1947.
- La terra promessa. Frammenti, Milano, A. Mondadori, 1950.
- Gridasti soffoco..., Milano, Edizioni Fiumara, 1951.
- Un grido e paesaggi, Milano, Schwarz, 1952.
- Les cinq livres, texte français établi par l'Auteur et Jean Lescure, Paris, Les éditions de minuit, 1953.
- Il taccuino del vecchio, Milano, A. Mondadori, 1960.
- Dialogo, con Bruna Bianco, Milano, Fògola, 1968.

### Prosa e saggistica
- Il povero nella città, Milano, Edizioni della meridiana, 1949.
- Il deserto e dopo, Milano, A. Mondadori, 1961.
- Saggi e interventi, Milano, A. Mondadori, 1974.
- Invenzione della poesia moderna. Lezioni brasiliane di letteratura (1937-1942), a cura di Paola Montefoschi, Napoli, Edizioni scientifiche italiane, 1984.

### Traduzioni
- Traduzioni. Saint-John Perse, William Blake, Gongora, Esenin, Jean Paulhan, Affrica, Roma, Edizioni di Novissima, 1936.
- 22 sonetti di Shakespeare, Roma, Documento, Editore Libraio, 1944.
- 40 sonetti di Shakespeare, Milano, A. Mondadori, 1946.
- Da Góngora e da Mallarmé, Milano, A. Mondadori, 1948.
- Jean Racine, Fedra, Milano, A. Mondadori, 1950.
- Visioni di William Blake, Milano, A. Mondadori, 1965.

### Epistolari
- Lettere dal fronte a Gherardo Marone (1916-1918), a cura di Armando Marone, Introduzione di Leone Piccioni, Milano, A. Mondadori, 1978; con il titolo Da una lastra di cemento. Lettere dal fronte, nuova ed., Introduzione e cura di Francesca Bernardini Napoletano, Collana Meridiani paperback, Mondadori, 2015, ISBN 978-88-046-5352-3.
- Lettere a Soffici, 1917-1930, a cura di Paola Montefoschi e Leone Piccioni, Collana Nuovi Saggi, Firenze, Sansoni, 1981.
- Lettere a Enrico Pea, a cura di Jole Soldateschi, con una nota introduttiva di Giorgio Luti, Milano, Libri Scheiwiller, 1983, ISBN 978-88-764-4016-8.
- G. Ungaretti-Giuseppe De Robertis, Carteggio 1931-1962, con un'Appendice di redazioni inedite di poesie di Ungaretti, Introduzione, testi e note a cura di Domenico De Robertis, Milano, Il Saggiatore, 1984.
- Lettere a Giovanni Papini. 1915-1948, a cura di Maria Antonietta Terzoli, Introduzione di Leone Piccioni, Collana Saggi e testi, Milano, A. Mondadori, 1988, ISBN 978-88-043-1572-8.
- Cahiers Jean Paulhan 5. Correspondance Jean Paulhan, Giuseppe Ungaretti, 1921-1968, Edition établie et annotée par Jacqueline Paulhan, Luciano Rebay et Jean-Charles Vegliante, Préface de Luciano Rebay, Paris, Gallimard, 1989, ISBN 978-20-707-1665-4.
- Vincenzo Cardarelli-G. Ungaretti, Lettere a Corrado Pavolini, a cura di F. Bernardini Napoletano e M. Mascia Galateria, Collana Carte e carteggi del Novecento, Roma, Bulzoni, 1989, ISBN 978-88-711-9045-7.
- G. Ungaretti-Piero Bigongiari, Carteggio, Ist. studi di letter. contemporanea, Napoli, Edizioni Scientifiche Italiane, 1992, ISBN 978-88-710-4371-5.
- Lettere a Giuseppe Prezzolini 1911-1969, a cura di Maria Antonietta Terzoli, Collana Epistolari, carteggi e testimonianze, Roma, Edizioni di Storia e Letteratura, 2001, ISBN 978-88-871-1472-0.
- Piero Bigongiari-G. Ungaretti, «La certezza della poesia». Lettere (1942-1970), a cura di T. Spignoli, Polistampa, 2008, ISBN 978-88-596-0430-3.
- Carlo Betocchi-G. Ungaretti, Lettere 1946-1970, a cura di E. Lima, Firenze, Società Editrice Fiorentina, 2012, ISBN 978-88-603-2198-5.
- L'allegria è il mio elemento. Trecento lettere con Leone Piccioni, con una testimonianza di L. Piccioni, a cura di Silvia Zoppi Garampi, Collana Oscar Scrittori moderni, Milano, Mondadori, 2013, ISBN 978-88-046-3120-0.
- Vittorio Sereni-G. Ungaretti, Un filo d'acqua per dissetarsi. Lettere 1949-1969, a cura di G. Palli Baroni, Collana Lettere, Milano, Archinto, 2013, ISBN 978-88-776-8638-1.
- Lettere dal fronte a Mario Puccini, a cura di F. De Nicola, Milano, Archinto, 2015, ISBN 978-88-776-8671-8.
- Luigi Nono-G. Ungaretti, Per un sospeso fuoco. Lettere 1950-1969, a cura di Paolo Dal Molin e Maria Carla Papini, Milano, Il Saggiatore, 2016, ISBN 978-88-428-2115-1.
- Lettere a Bruna [nome completo: Bruna Angela Bianco], a cura di Silvio Ramat, Collana Oscar Moderni. Baobab, Milano, Mondadori, 2017, ISBN 978-88-046-8113-7.
- Giuseppe Ungaretti in Borromeo, carteggio tra Cesare Angelini e Giuseppe Ungaretti, a cura di Fabio Maggi, in "Quaderni borromaici", n. 4, Associazione Alunni dell’Almo Collegio Borromeo - Interlinea, 2017, Pavia, pp.109–121.
- Le lettere di una vita 1909-1970, a cura di Francesca Bernardini Napoletano, Collana Oscar Moderni. Baobab, Milano, Mondadori, 2022, ISBN 978-88-047-2495-7.

### Opere complete
- Vita d'un uomo, Vol. I, L'allegria. 1914-1919, Milano, A. Mondadori, 1942; Vol. II, Sentimento del tempo. 1919-1935, Milano, A. Mondadori, 1943; Vol. III, Poesie disperse, Milano, A. Mondadori, 1945; Vol. IV, 40 sonetti di Shakespeare, Milano, A. Mondadori, 1946; Vol. V, Il dolore. 1937-1946, Milano, A. Mondadori, 1947; Vol. VI, Da Gongora e da Mallarmé, Milano, A. Mondadori, 1948; Vol. VII, Fedra di Jean Racine, Milano, A. Mondadori, 1950; Vol. VIII, La Terra promessa. Frammenti, Milano, A. Mondadori, 1954; Vol. IX, Un grido e paesaggi, Milano, A. Mondadori, 1954; Vol. X, Il taccuino del vecchio, Milano, A. Mondadori, 1960; Vol. XI, Il deserto e dopo. 1931-1946, Milano, A. Mondadori, 1961; Vol. XII, Visioni di William Blake, Milano, A. Mondadori, 1965. [edizione esaurita]
- Tutte le poesie, a cura di Leone Piccioni,[35] Collana I Meridiani, Milano, A. Mondadori, 1969; Nuova ed. ampliata e riveduta, a cura di Carlo Ossola, Collana I Meridiani, Mondadori, 2009, ISBN 978-88-04-58349-3.
- Album Ungaretti, a cura di Leone Piccioni, Album dei Meridiani, Milano, Mondadori, 1989, ISBN 978-88-043-2767-7.
- Vita d'un uomo. Saggi e interventi, a cura di Mario Diacono e Luciano Rebay, Prefazione di Carlo Bo, Milano, Mondadori, 1974, pp.C-906 ISBN 978-88-041-1459-8.
- Vita d'un uomo. Viaggi e lezioni, a cura di Paola Montefoschi, Collana I Meridiani, Milano, Mondadori, 2000, ISBN 978-88-044-8095-2.
- Vita d'un uomo. Traduzioni poetiche, a cura di Carlo Ossola e G. Radin, Collana I Meridiani, Milano, Mondadori, 2010, ISBN 978-88-045-9426-0.

### Album discografici
- La vita, amico, è l'arte dell'incontro, 1969, in collaborazione con Sergio Endrigo e Vinícius de Moraes.

## Archivio
Il fondo Giuseppe Ungaretti è conservato presso l'Archivio contemporaneo "Alessandro Bonsanti" del Gabinetto Vieusseux, donato nell'aprile 2000 da Anna Maria Ungaretti Lafragola, figlia del poeta. Il fondo, che giunge raccolto in 46 faldoni, contiene la corrispondenza del poeta, i manoscritti e i dattiloscritti della sua produzione poetica, critica e di traduttore, i ritagli di giornale con suoi testi o con articoli e saggi a lui dedicati.

## Curiosità
- A Giuseppe Ungaretti è dedicato un Airbus A320-216 della compagnia aerea Alitalia, codice EI-DTM.[37]